# Lophocebus aterrimus
Lophocebus aterrimus là một loài linh trưởng thuộc họ Cercopithecidae. Chúng được tìm thấy ở Angola và Cộng hoà Dân chủ Congo. Môi trường sống của chúng là các khu rừng khô nhiệt đới hay cận nhiệt đới. Chúng đang bị đe doạ do mất môi trường sống